# Hřivínův Újezd
Hřivínův Újezd (deutsch Hrziwno Augest, 1939–1945 Aujest bei Großnußdorf) ist eine Gemeinde in Tschechien. Sie liegt zwölf Kilometer südlich von Zlín und gehört zum Okres Zlín.

## Geographie
Hřivínův Újezd erstreckt sich im Westen des Wisowitzer Berglandes an der Einmündung des Kaňovický potok im Tal des Baches Černý potok. Nördlich erheben sich der Kamenec (394 m) und die Kamenná (483 m), im Nordosten der Oberský (483 m), südwestlich der Za Dvorem (410 m) und im Nordwesten der Doubí (429 m).
Nachbarorte sind Krasnovy, Strážné, Bečáky, Vrchy und Březůvky im Norden, Kopanice, Provodov, Malenisko, Pradlisko und Na Lysé im Nordosten, Ve Stráních und Pozlovice im Osten, Ludkovice im Südosten, Kaňovice und Seče im Süden, Dobrkovice, Velký Ořechov und Kelníky im Südwesten, Paseky, Svárov und Zlámanec im Westen sowie Doubí, Paseky und Doubravy im Nordwesten.

## Geschichte
Die erste schriftliche Erwähnung des Dorfes Vgiesd erfolgte im Jahre 1373 als Sitz des Vladiken Janáč von Újezd. Zu dessen Nachfahren gehörten die Hřivín von Lipany, von denen sich der seit 1587 nachweisliche Namenszusatz Hřivínův ableitet. Sie hielten das Gut bis 1483. Ihnen folgte bis 1492 Vilém Hřivín und danach Vlašček von Petropim, der einen Teil des Dorfes 1493 an Hynko von Zástřizl verkaufte. Dieser kaufte 1515 den anderen Anteil einschließlich der Mühle von Jan Důně von Újezd. Neben Újezd wurde zu dieser Zeit auch der Ortsname Blatný verwendet. Im Jahre 1535 wurde Újezd an das Gut Ořechov angeschlossen. Jan Prakšický von Zástřizl verkaufte Hrziwinu Augezd im Jahre 1587 an Jan Ostratický von Ostratice. Dieser veräußerte das Gut 1603 an Johann Zendler von Hof. Fünf Jahre später kaufte Havel Kurovský von Vrchlabí die Güter Hrziwinu Augezd und Ořechov. Nachfolgender Grundherr war ab 1610 Václav Kokorský von Kokor, der Augezd Hržiwjnu 1614 an die Witwe des Johann Haugwitz von Biskupitz, Maria Magdalena von Zierotin verkaufte. 1652 erwarb Lev Wilhelm von Kaunitz auf Uherský Brod die Güter Augezd Hržiwjnu und Ořechov mit den zugehörigen Wäldern Kamenec und V kopcích und schlug sie seiner Herrschaft zu. Im Jahre 1671 wurde der Ort als Hržiywnoey Augezd bezeichnet. Das Dorf bestand 1695 aus drei Vollhüfnern, 18 Halbhüfnern, fünf Viertelhüfnern, zwei Viertelhüfnern mit Podsedeken, fünf Podsedeken und einem Gasthaus, das aus der ehemaligen herrschaftlichen Mühle hervorgegangen war. Weitere Ortsbezeichnungen waren Hriwnowy Augezd (1718), Ržiwinow Auiest (1720) und Hržiwni Augezd (1751). Die Bewohner des Dorfes lebten von der Landwirtschaft. Bis zur Mitte des 19. Jahrhunderts blieb Hřívný Augezd immer nach Uherský Brod untertänig. Besitzer des Gutes waren bis ins 20. Jahrhundert die Grafen von Kaunitz.
Nach der Aufhebung der Patrimonialherrschaften bildete Hřívný Augezd / Hrziwno Augezd ab 1850 eine Gemeinde in der Bezirkshauptmannschaft und dem Gerichtsbezirk Uherský Brod. Ab 1872 wurde der Ort als Hřivný Újezd / Hrziwno Augest bezeichnet. 1923 wurde das Dorf dem neuen Gerichtsbezirk Zlín und nach der Erhebung von Zlín zur Bezirksstadt 1935 auch dem politischen Bezirk Zlín zugeordnet. Seit 1924 ist der Ortsname Hřivínův Újezd gebräuchlich. Ab 1950 gehörte die Gemeinde zum Okres Gottwaldov-okolí und ab 1960 wieder zum Okres Gottwaldov, der nach der politischen Wende seit 1990 wieder den Namen Okres Zlín trägt. Seit 2007 führt Hřivínův Újezd ein Wappen und Banner.

## Ortsgliederung
Für die Gemeinde Hřivínův Újezd sind keine Ortsteile ausgewiesen. Zu Hřivínův Újezd gehört die Ansiedlung Krasnovy.

## Sehenswürdigkeiten
- Kapelle der hll. Cyrill und Method, erbaut 1897
- Mehrere Kreuze
- Heiligenbild, geweiht im Jahre 2010 an einer alten Eiche
- Denkmal für die Gefallenen der Roten Armee, an der Hauptstraße, der Obelisk wurde 1945 errichtet
- Aussichtspunkt Doubí, nordwestlich des Dorfes